# Acer monspeliense
Acer monspeliense é uma espécie de árvore do gênero Acer, pertencente à família Aceraceae.